# Kolok Nan Tuo
Kolok Nan Tuo is een bestuurslaag in het regentschap Sawah Lunto van de provincie West-Sumatra, Indonesië. Kolok Nan Tuo telt 1105 inwoners (volkstelling 2010).